# Agnete Saba
Agnete Kristin Johnsen Saba (Født 4 juli 1994) er en norsk musiker og sangerinde fra Nesseby kommune i Norge. Hun er etnisk same.
Saba er datter af den samiske børnebogsforfatter Signe Iversen og Arild Johnsen, og hed tidligere Agnete Johnsen. Hun tog i 2020 mormorens navn Saba som sit efternavn.

## Karriere
- 2008: Vandt både den norske og nordiske finale i MGP Nordic 2008 som vokalist i The BlackSheeps med den samisk-norske sang "Oro jaska beana"[4][5] og blev senere samme år belønnet med Spellemannsprisen.
- 2011: The BlackSheeps var deltager i Melodi Grand Prix og blev nummer to med "Dance Tonight".
- 2013: Hun blev udvalgt som en af deltagerne i den norske vokalist konkurrence "Stjernekamp", anden sæson på NRK1 og blev nummer to[6].
- 2014: Hun blev den yngste vinder af norske "Skal vi danse" (tilsvarende Vild med dans) på TV 2 (Norge) sammen med dansepartneren Egor Filipenko[7].
- 2016: Hun vandt Melodi Grand Prix 2016, og var norsk deltager i Eurovision Song Contest 2016 med sangen "Icebreaker"[8], som den første tidligere vinder af MGP Nordic, men kom ikke videre til den internationale finale.

## Diskografi

### Singler
- 2013 - "Goin' Insane"
- 2014 - "Mama"
- 2015 - "Hurricane Lover"
- 2016 - "Icebreaker"